# کمال رفعت کالپاکچیولو
کمال رفعت کالپاکچیولو (ترکی استانبولی: Kemal Rıfat Kalpakçıoğlu؛ ۱۸۹۹ – ۷ سپتامبر ۱۹۷۵) بازیکن فوتبال اهل ترکیه بود.
از باشگاه‌هایی که در آن بازی کرده‌است می‌توان به باشگاه ورزشی گالاتاسارای و باشگاه فوتبال گالاتاسرای اشاره کرد.
وی همچنین در تیم ملی فوتبال ترکیه بازی کرده‌است.